# Listrognathus albomaculatus
Listrognathus albomaculatus là một loài tò vò trong họ Ichneumonidae.